# Selading
Selading is een bestuurslaag in het regentschap Natuna van de provincie Riau-archipel, Indonesië. Selading telt 372 inwoners (volkstelling 2010).